# Femke van der Laan
Femke van der Laan-Graas (Middenbeemster, 31 augustus 1978) is een Nederlands journalist, programmamaakster en schrijfster. 

## Biografie
Van der Laan groeide op in Middenbeemster en ging naar de middelbare school in Purmerend. Ze startte daarna een rechtenstudie, maar maakte deze niet af.
In 2000 kreeg ze een relatie met de advocaat en PvdA-politicus Eberhard van der Laan. Ze leerde hem kennen tijdens haar stage op het secretariaat van advocatenkantoor Kennedy Van der Laan, waarvan hij medeoprichter en partner was. Hij verliet zijn partner voor haar en ze trouwden in 2005. Ze kregen drie kinderen. Vanaf 2008 werkte ze als journalist en programmamaker bij onder andere Sanoma, VARA/BNNVARA en NTR.
Haar partner, inmiddels burgemeester van Amsterdam, overleed op 5 oktober 2017. Drie maanden na zijn overlijden schreef ze een jaar lang wekelijks een column voor Het Parool over het rouwverwerkingsproces. De vijftig columns werden in 2019 gebundeld in het boek Stad vol ballonnen. Naast schrijven  over rouw gaf Van der Laan college over dit onderwerp bij de Summerschool van De Wereld Draait Door en was ze spreker bij TEDxAmsterdam. 
Haar boek Aan de randen van de dag kwam in januari 2022 uit, een autobiografie over de zeventien jaar met haar partner.
Van der Laan is lid van de raad van toezicht van IDFA en bestuursvoorzitter van Stichting Eenzame Uitvaart. Daarnaast presenteert ze sinds 1 september 2022 vier keer per week het VPRO-radioprogramma Nooit meer slapen.

## Bestseller 60
| Boeken met noteringen in de Nederlandse Bestseller 60 | Jaar van verschijnen | Datum van binnenkomst | Hoogste positie | Aantal weken | Opmerkingen |
| ----------------------------------------------------- | -------------------- | --------------------- | --------------- | ------------ | ----------- |
| Stad vol ballonnen                                    | 2019                 | 03-04-2019            | 5               | 8            |             |
| Aan de randen van de dag                              | 2022                 | 09-02-2022            | 5               | 5            |             |

- Gemeinsame Normdatei: 1253824371
- Nederlandse Thesaurus van Auteursnamen: 421922117
- Virtual International Authority File: 22155464890402041759